# John Poindexter
John Marlan Poindexter (født 12. august 1936) er en tidligere amerikansk søofficer og højtplaceret embedsmand i det amerikanske forsvarsministerium. Han var national sikkerhedsrådgiver (National Security Advisor) under den amerikanske præsident Ronald Reagan fra den 4. december 1985 til 25. november 1986. Som officer i den amerikanske flåde opnåede Poindexter rang af viceadmiral. Han blev i april 1990 dømt for medvirken i den såkaldte Iran-Contra skandale. Poindexter blev dømt for sin medvirken, men den afsagte dom blev imidlertid ophævet året efter i 1991 som følge af procedurefejl. 
John Poindexter er uddannet fra Massachusetts Institute of Technology, hvorfra han har en ph.d. i atomfysik.